# Karla-Simone Spence

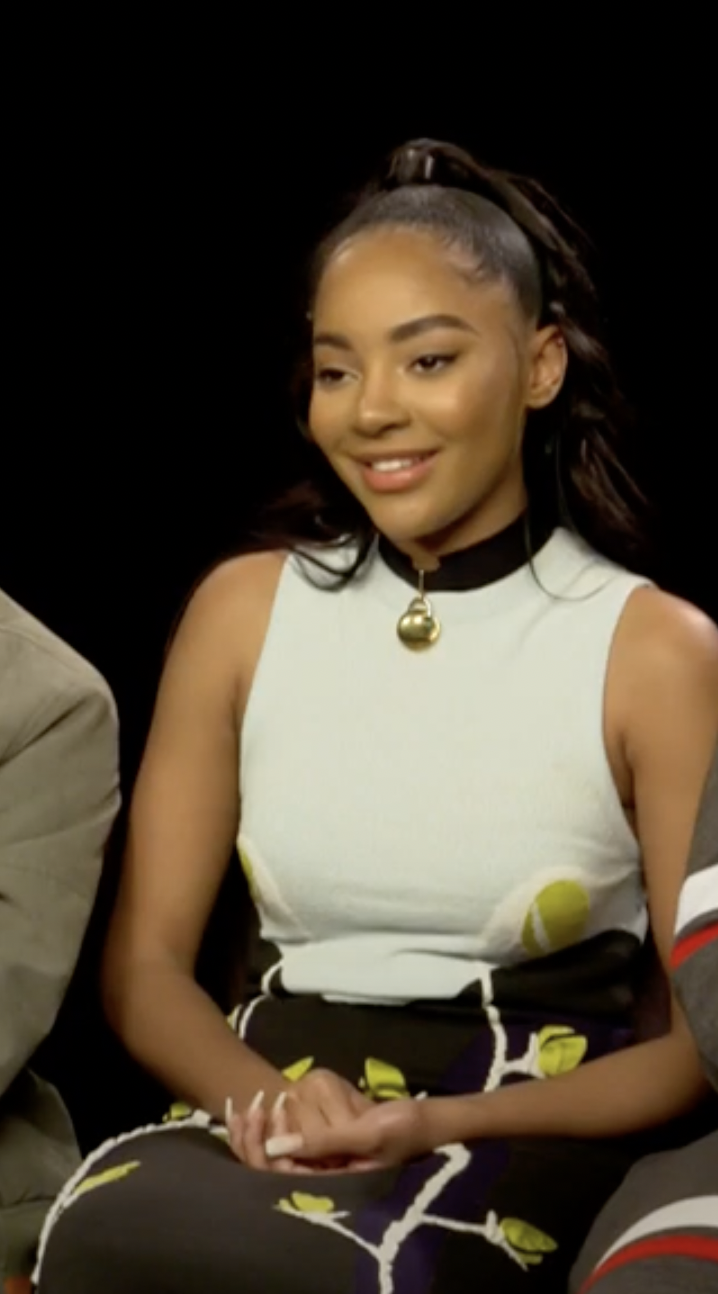
Karla-Simone Spence

Karla-Simone Spence (* 19. Juli 1996 in London Borough of Lambeth) ist eine britische Schauspielerin.

## Leben und Karriere
Spence wurde am 19. Juli 1996 in London Borough of Lambeth geboren. Ihr Bruder ist der Fußballspieler Djed Spence. Sie besuchte das Haberdashers' Hatcham College.  Ihre Karriere begann in kleineren Rollen, etwa in der BBC-Serie Wannabe und Gold Digger.  Im selben Jahr gab sie ihr Bühnendebüt im Stück House of Ife. Bekanntheit erlangte sie für ihre Rolle in Blue Story.
2022 spielte Spence in der Serie The Confessions of Frannie Langton die Hauptrolle.

## Filmografie
Filme
- 2016: Ghosts in Time
- 2018: Sex Ed
- 2018: Nine Nights
- 2019: Blue Story

Serien
- 2018: Wannabe
- 2019: Gold Digger
- 2022: Das Geständnis der Frannie Langton (The Confessions of Frannie Langton)
- 2024: Le Comte de Monte-Cristo

## Auszeichnungen

### Nominiert
- 2020: National Film Awards UK in der Kategorie „Beste Schauspielerin“[5]
- 2020: National Film Awards UK in der Kategorie „Beste Newcomerin“[6]
- 2020: National Film Awards UK in der Kategorie „Beste Nebendarstellerin“[7]
- 2024: GLAAD Media Award[8]